# 山口正秀
山口 正秀（やまぐち まさひで、6月12日 - ）は、日本の男性声優。アミュレート所属。神奈川県出身。

## 出演

### テレビアニメ
2009年
- 真・恋姫†無双（観客、ファン、兵士、男達、山賊、黄巾党）

2010年
- とある魔術の禁書目録II（男子生徒）

2011年
- 星空へ架かる橋（生徒、男子）

2015年
- 緋弾のアリアAA（強盗、男）

2017年
- アイドル事変（村人、猫嶋の秘書、館内放送、秘書官、住民 他）
- CHAOS;CHILD（研究員B）
- ゼロから始める魔法の書（秘書官）

2018年
- シュタインズ・ゲート ゼロ（DURPA隊員、工作員、兵士）

2019年
- 私に天使が舞い降りた!（人々）

2023年
- 【推しの子】（神崎）
- B-PROJECT〜熱烈*ラブコール〜（アシスタント、ディレクター、TVスタッフ、広告代理店社員、スタッフ 他）

2024年
- ぶっちぎり?!（シグマスクワッド、チンピラA）
- 刀剣乱舞 廻 -虚伝 燃ゆる本能寺-（明智軍）

### 劇場アニメ
- 劇場版 PSYCHO-PASS サイコパス（2015年）
- 台風のノルダ（2015年、ノッポ）
- 北極百貨店のコンシェルジュさん（2023年）
- 劇場版ハイキュー!! ゴミ捨て場の決戦（2024年、千鹿谷栄吉）
- デッドデッドデーモンズデデデデデストラクション（2024年、加賀里） - 前後章[一覧 1]

### OVA
- 東京喰種トーキョーグール【JACK】（2015年、暴走族）

### ゲーム
- 超次元大戦 ネプテューヌVSセガ・ハード・ガールズ 夢の合体スペシャル（2015年）
- 夢王国と眠れる100人の王子様（2015年、ルーフェン[1]）
- 四女神オンライン CYBER DIMENSION NEPTUNE（2017年）
- セブンナイツ2（2021年、バルデル[2]）
- ヘブンバーンズレッド（2023年、習志野ドーム住人）
- 魔導物語 フィアと不思議な学校（2024年、ウィスター[3]）

### ドラマCD
- 世界樹の迷宮IV 囚われの巫女と三姉弟（2012年、ウロビトの男）
- 少年王女 ドラマCD第2巻（2017年）

### 映画
- テニスの王子様（音声）

### ナレーション
- Eネ!（番組ナレーション）

### テレビ
- 寸劇刑事（フジテレビ金曜エンタテイメント）

### シリーズ一覧
1. ↑  前章（2024年）、後章（2024年）